# Университет-то я окончил…
«Университет-то я окончил...» (яп. 大学は出たけれど, Daigaku wa detakeredo; англ. I Graduated, But...) — японский немой чёрно-белый фильм 1929 года, социальная драма режиссёра Ясудзиро Одзу, фильм, полностью не сохранившийся до наших дней (уцелел лишь фрагмент — около 11 мин).

## Сюжет
Получивший высшее образование Тэцуо Номото идёт устраиваться на работу. Однако в фирме, которую он посетил, ему отказывают в квалифицированной работе, предлагая лишь место официанта. Это ниже его достоинства, и оскорблённый Тэцуо уходит не дав согласия. Дома поджидают гости — приехали мать и его невеста Матико. Он скрыл от них своё безработное положение, сказав что устроился…
Когда впоследствии несчастный Тэцуо, так и не нашедший работу, зайдёт в бар выпить с горя, он обнаружит прислуживающей за столиками Матико. Девушка, догадавшись, что у него нет денег, решилась на подработку. Первоначально Тэцуо сильно разгневается на неё — как она могла так низко опуститься? Но, поразмыслив, он и сам решается пойти и согласиться на то предложение работать официантом, от которого изначально отказался.

## В ролях
- Минору Такада — Тэцуо Номото
- Кинуё Танака — Матико Номото
- Утако Судзуки — мать
- Кэндзи Ояма — Сугимура
- Синъити Химори — портной
- Кэндзи Кимура — руководитель фирмы
- Такэси Сакамото — секретарь
- Синъити Химори — Хатамото
- Тёко Иида — домовладелица

## Дополнительные материалы
Съёмки проходили с конца июня до начала сентября 1929 года. Это первый фильм Одзу, в котором появляются крупные звёзды японского кино тех лет: Минору Такада и Кинуё Танака. До этого Одзу не работал с известными актёрами и, по некоторым источникам, в данном случае он взялся не за свой проект. Студия планировала привлечь к постановке его хорошего друга, режиссёра Хироси Симидзу, тот уже приступил к разработке темы и пригласил актёров, но затем Одзу занял его место.
Также в этом фильме впервые Одзу касается социальной тематики, впоследствии ставшей доминирующей темой режиссёра. Тема безработицы была актуальной в японском обществе тех лет, а интеллигенции пришлось тогда особенно сложно. Занятость выпускников учебных заведений составляла лишь 40%. В фильмографии Одзу этот фильм считается поворотным моментом от весёлых студенческих комедий к фильмам о тяжёлых буднях людей с рабочих окраин.
Когда фильм был снят в 1929 году — его продолжительность была 70 минут. Большая часть фильма утрачена в ходе бомбардировок Второй мировой войны, и к настоящему времени сохранилось лишь около 11 минут.